# 진완구

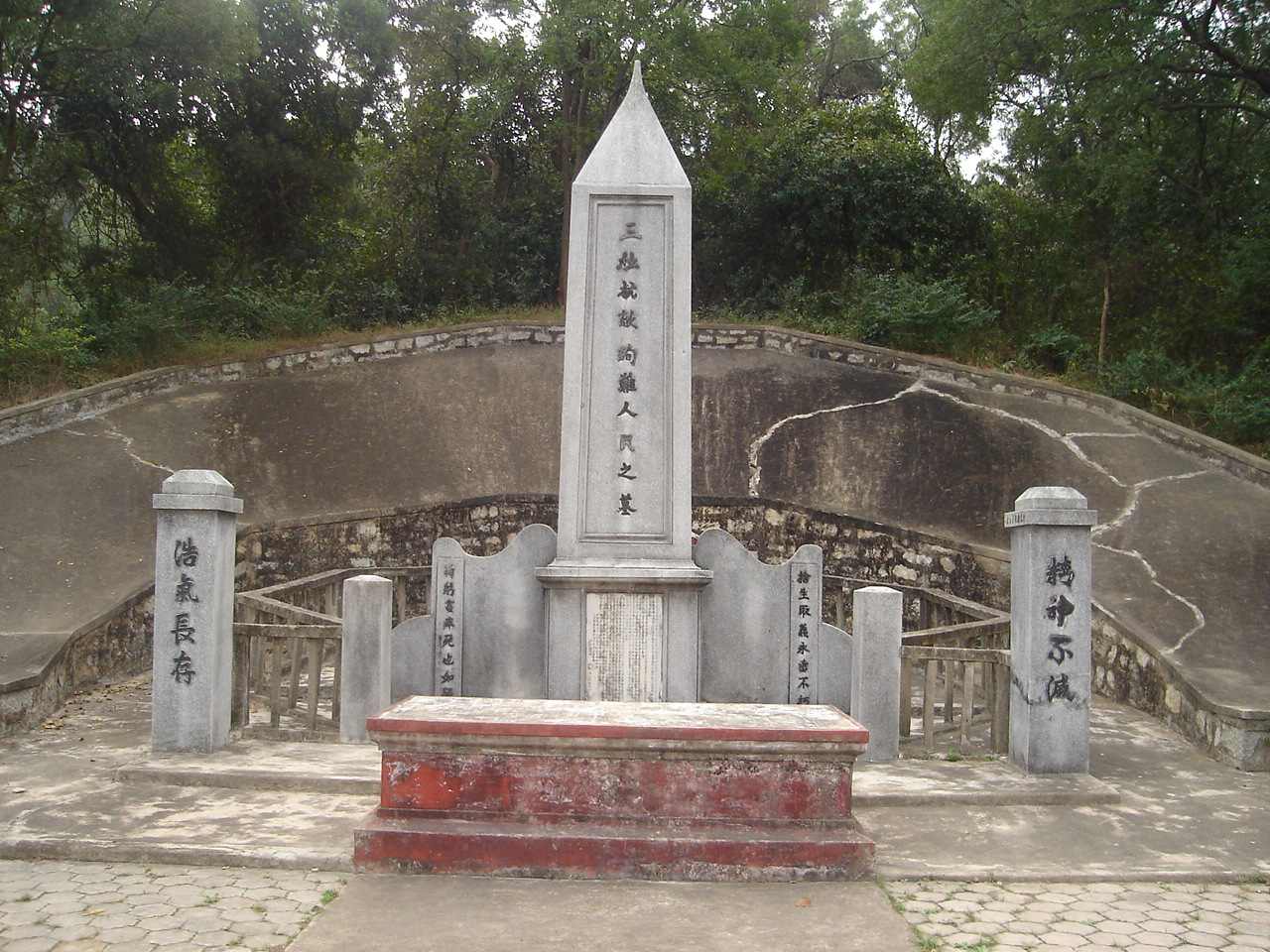

진완구(한국어: 금만구, 중국어: 金湾区, 병음: Jīnwān Qū)는 중화인민공화국 광둥성 주하이 시의 현급 행정구역이다. 넓이는 376km2이고, 인구는 2007년 기준으로 130,000명이다.

## 행정 구역
4개 진을 관할한다.
- 진: 红旗镇, 平沙镇, 南水镇, 三灶镇.